# 馬茂
馬 茂（ば ぼう、? - 赤烏8年（245年）7月）は、中国三国時代の武将。

## 生涯
初めは魏の鍾離県長の官にあったが、王淩との対立により呉に降った。呉においては征西将軍・九江太守・外部督に任じられ、侯に封じられ、兵千人を預けられた。
その後、兼符節令の朱貞らと共に、呉の皇帝・孫権の暗殺を謀る。孫権はしばしば御苑に出て、公卿・諸将と弓射を行っていた。この時を見計らって孫権を暗殺した後、宮中と石頭の砦とに分かれて籠城し、魏の救援を待つという計画だった。
赤烏8年（245年）7月にその陰謀は発覚。馬茂ら関係者は族誅となった。